# The Tubes (album)
The Tubes è l'album d'esordio dell'omonima band, pubblicato dalla A&M Records nel 1975. 
Le canzoni di questo album più passate in radio sono "What Do You Want from Life?" e "White Punks on Dope", l'ultima delle quali ha raggiunto la posizione numero 28 nella classifica dei singoli del Regno Unito. 
Comprende inoltre il classico messicano Malagueña Salerosa.

## Tracce
1. Up from the Deep – 4:28
2. Haloes – 4:53
3. Space Baby – 4:25
4. Malagueña Salerosa – 4:34
5. Mondo Bondage – 4:55
6. What Do You Want from Life? – 3:19
7. Boy Crazy – 4:09
8. White Punks on Dope – 6:49